# 카라피쿠이바

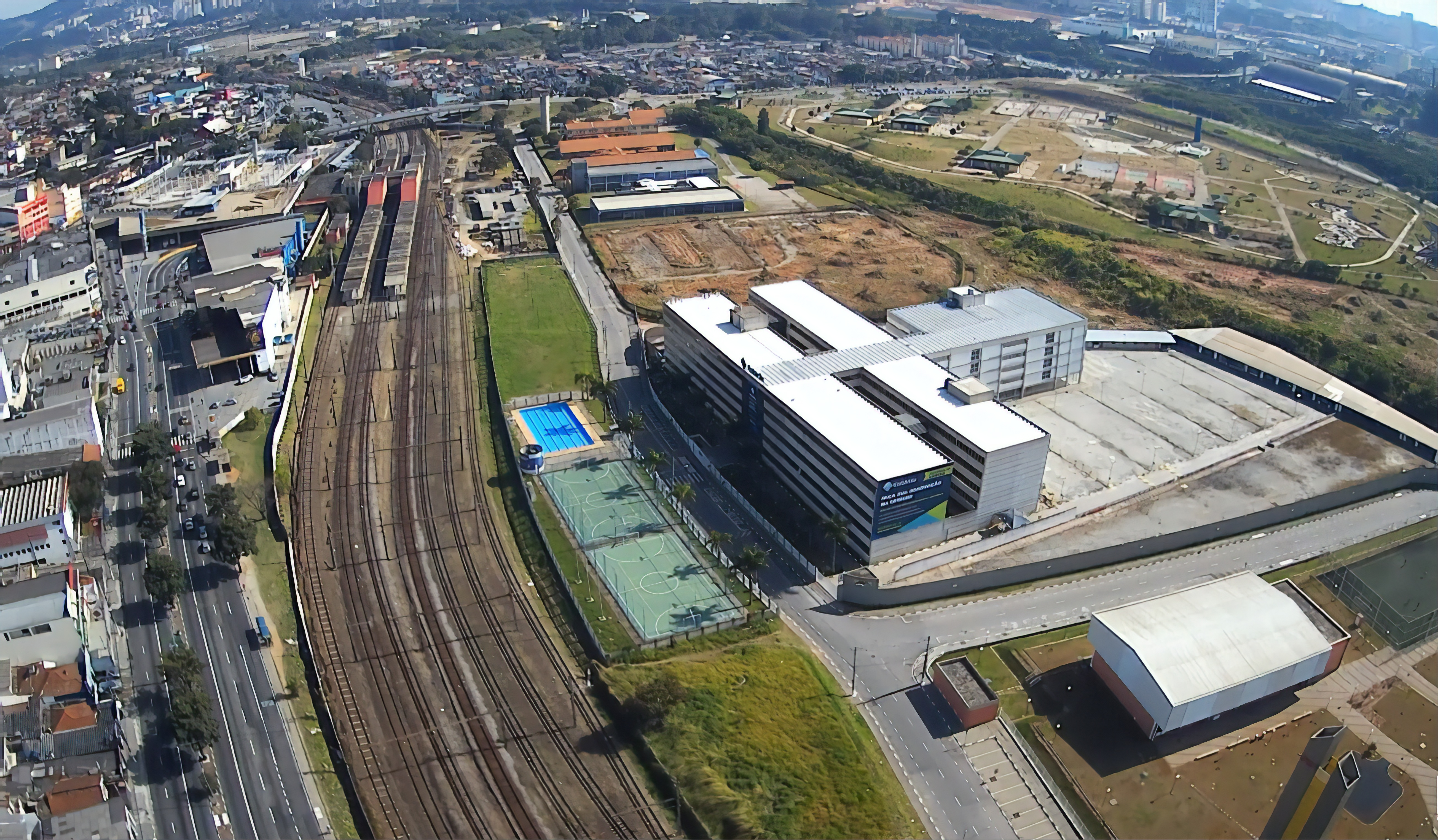
카라피쿠이바

카라피쿠이바의 위치

카라피쿠이바(포르투갈어: Carapicuíba)는 브라질 상파울루주의 도시로 면적은 34.967km2, 인구는 373,358명(2012년 기준), 인구 밀도는 10,677.4명/km2이다. 상파울루 주에서 면적이 가장 작고 인구가 밀집해 있는 도시이다.